# Ponte Paldang
A Ponte Paldang (em coreano:  팔당대교) é uma ponte que cruza o rio Han, e liga as cidades de Hanam e Namyangju, em Gyeonggi, Coreia do Sul. A ponte foi concluída em 1995, sendo a mais ao leste do rio Han.